# Winifred Harris

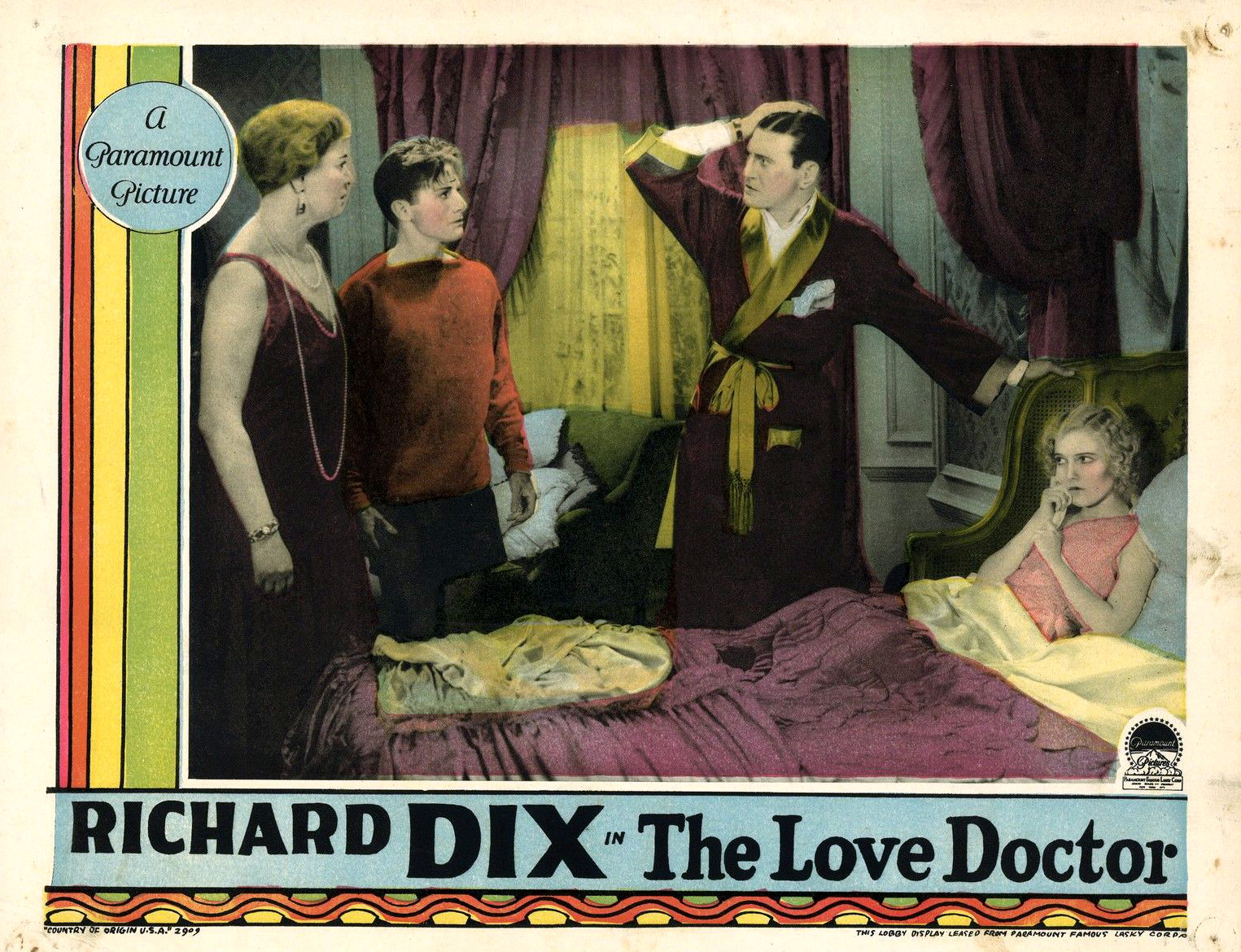
Harris (à esquerda) no cartão do filme The Love Doctor

Winifred Harris (1880–1972) foi uma atriz britânica com uma carreira substancial nos Estados Unidos. Ela atuou em peças em Nova Iorque, começando em 1914, e atuando em várias outras produções até 1934. 

## Filmografia selecionada
- A Daughter of Two Worlds (1920)
- The Woman of His Dream (1921)
- Belonging (1922)
- The Purple Highway (1923)
- The Racketeer (1929)
- Fast and Loose (1930)
- Night Must Fall (1937)
- A Child Is Born (1939)
- Mardi Gras (1943)
- The Lone Wolf in Mexico (1947)
- That Hagen Girl (1947)